# تزاوج اختباري

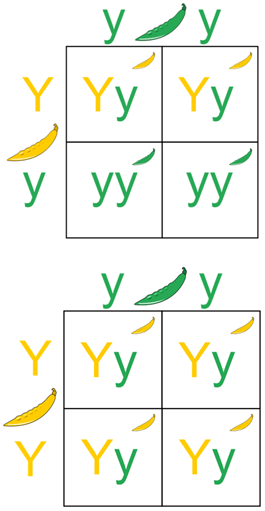

في علم الوراثة، التزاوج الاختباري أو التزاوج التجريبي هو تزاوج بين فرد بصفة سائدة مع فرد بصفة متنح، تكمن أهميته في تحديد النمط الوراثي للفرد ذي الصفة السائدة. وضع أساس هذا المصطلح العالم الوراثي غريغور يوهان مندل، مثلاً؛ إذا أُعطى التزاوج الاختباري جيلاً متجانساً بنسبة كاملة بمظهر سائد، يكون النمط الوراثي للفرد ذي المظهر السائد متشابه الاقتران، ينتمي لسلالة نقية. أما إذا أُعطى جيلاً غير متجانس 50%  بمظهر سائد و50%  بمظهر متنحي، فيكون النمط الوراثي للفرد ذي المظهر السائد مختلف الاقتران ينتمي لسلالة هجينة.